# Evangelista Torricelli (1939)
Evangelista Torricelli – okręt podwodny marynarki włoskiej (Regia Marina) typu Brin z okresu II wojny światowej. W służbie od 1939 roku, zatopiony przez brytyjskie okręty na Morzu Czerwonym 23 czerwca 1940 na pierwszym patrolu bojowym.

## Budowa
"Evangelista Toricelli" (potocznie skracany do "Torricelli") należał do oceanicznych okrętów podwodnych typu Brin i był kolejną jednostką o tej nazwie, na cześć XVII-wiecznego fizyka Evangelisty Torricellego. Zbudowany został, podobnie, jak pozostałe cztery okręty tego typu, w stoczni Franco Tosi SA w Tarencie. Razem z bliźniaczym "Archimede" należał do drugiej serii tych okrętów podwodnych i budowany był w tajemnicy, żeby zamaskować fakt przekazania marynarce hiszpańskich nacjonalistów dwóch poprzednich okrętów podwodnych o tych nazwach. Stępkę pod jego budowę położono 23 grudnia 1937, wodowany był 26 marca 1939, a wszedł do służby 7 maja 1939.

## Służba
W chwili wstąpienia Włoch do II wojny światowej (10 czerwca 1940) okręt bazował w Massawie w Erytrei, będącej włoską kolonią, nad Morzem Czerwonym, w składzie 82. Dywizjonu Okrętów Podwodnych (oprócz niego: „Archimede”, "Macale" i "Perla"). Jego dowódcą był komandor ppor. Salvatore Pelosi.
14 czerwca 1940 "Torricelli" wypłynął w patrol pod Dżibuti (dla zamiany okrętu "Ferraris", który powrócił z powodu awarii akumulatorów). 19 czerwca znalazł się w rejonie patrolowania, a 21 czerwca, zgodnie z nowymi rozkazami, przeszedł do rejonu położonego bardziej na południe. Został jednak wykryty i zaatakowany bombami głębinowymi przez brytyjski slup HMS "Shoreham". Atak spowodował uszkodzenia, w związku z czym dowódca "Torricelli" zdecydował powrócić do Massawy.
W drodze powrotnej w nocy 22/23 czerwca "Torricelli" dotarł do cieśniny Bab al-Mandab, którą patrolowały brytyjskie niszczyciele "Khartoum", "Kandahar" i "Kingston" oraz slup "Shoreham". Obserwatorzy "Kingstona" zauważyli nad ranem okręt podwodny, który się zanurzył, lecz został zaatakowany przez "Shoreham" jedną bombą głębinową. Ponieważ ze zbiorników "Torricellego" wyciekało paliwo i w dzień zostałby on wyśledzony, jego dowódca postanowił ok. 4.30 rano wynurzyć okręt i na powierzchni uciec na północny zachód, do włoskiego portu Assab, chronionego przez baterie nadbrzeżne. "Torricelli" został ponownie zauważony przez HMS "Kingston" i brytyjskie niszczyciele rozpoczęły nierówną pogoń i ostrzał okrętu włoskiego. Około 5.30 Włosi zaczęli nieskutecznie ostrzeliwać okręty brytyjskie z armaty 100 mm umieszczonej z tyłu na kiosku, a sześć minut później ogień z dział 120 mm otworzył "Kingston" i, na krótko, pozostałe niszczyciele. "Shoreham" nie wziął udziału w pościgu z powodu mniejszej prędkości. Według relacji włoskich, okręt podwodny wystrzelił też cztery niecelne torpedy z wyrzutni rufowych. "Torricelli" otrzymał stosunkowo niewiele trafień (jedyną ofiarą był dowódca, kmdr ppor. Pelosi, raniony odłamkiem pocisku w nogę), lecz sytuacja okrętu była beznadziejna, a o 6.08 uszkodzony został ster. Dowódca wówczas zarządził opuszczenie okrętu przez załogę. Załoga została uratowana przez "Kingston" i "Kandahar", a dwie osoby przez "Khartoum". "Torricelli" zatonął o 6.24 na pozycji 12°34′N 43°16′E/12,566667 43,266667. Przed zatonięciem, oficer "Kingstona" próbował zabrać z okrętu dokumenty, lecz bezskutecznie. W toku starcia rannych od odłamków własnych pocisków 40 mm, trafiających w antenę, zostało 8 członków załogi "Kingstona".
Potyczka "Torricellego" została rozdmuchana przez włoską propagandę, przypisującą mu rzekome uszkodzenie "Shorehama" (który nie brał w rzeczywistości udziału w potyczce) i zniszczenie "Khartouma", co powielane jest jeszcze w niektórych publikacjach. W rzeczywistości, "Khartoum" został zniszczony na skutek pożaru, jaki wybuchł na nim o 11.50, kilka godzin po starciu, spowodowanego − według ustaleń Royal Navy − samoczynnym wybuchem zbiornika sprężonego powietrza jednej z wyrzutni torped.